# Самарське знамено

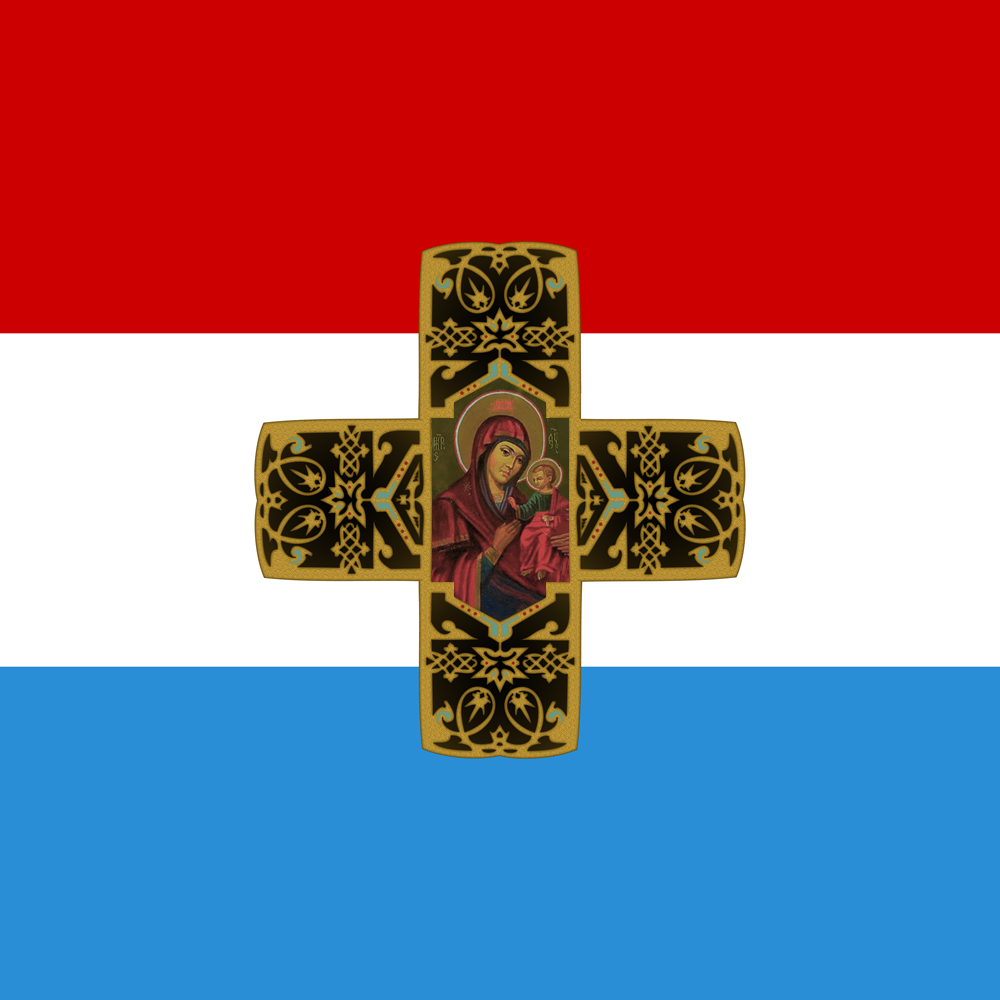
Самарське знамено

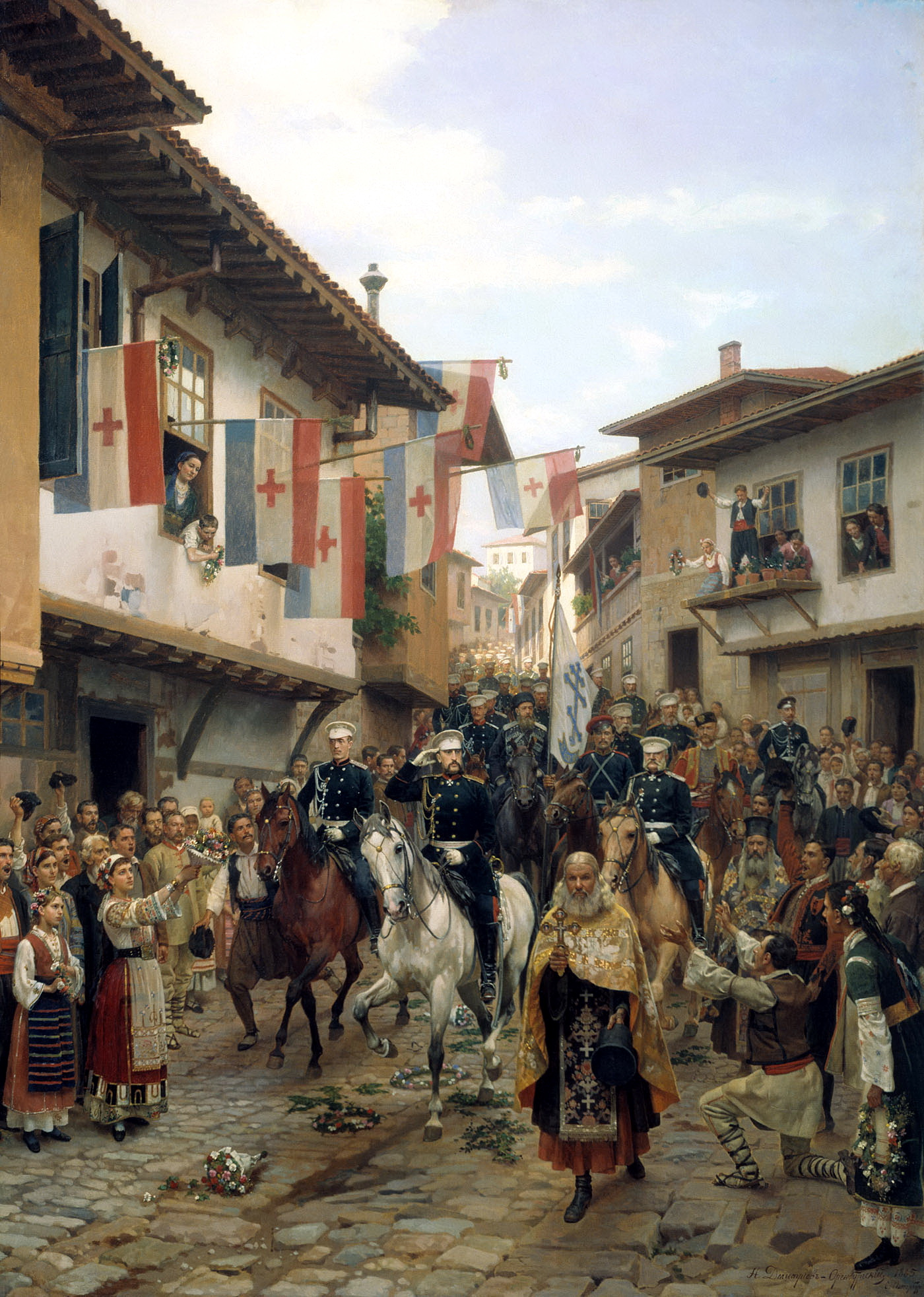
«В'їзд Великого Князя Миколи Миколайовича Старшого до Тирново 30 червня 1877 р.»
картина М. Д. Дмитрієва-Оренбурзького

Самарське знамено — один із символів збройних сил Болгарії. Полотно, яке вишили монахині Іверського жіночого монастиря, подарували жителі Самари болгарським повстанцям під час Російсько-турецької війни.
Самарське знамено — це триколор з розмірами 1,85×1,90 м із шовкових полотен червоного, білого й синього кольорів. У центрі полотнища — зображення Богоматері та Кирила і Мефодія в золотому хресті, вишиті за малюнком санкт-петербурзького художника Миколи Сімакова. Срібний наконечник флагштоку виконано у візантійському стилі за ескізом графа Рошфора.
Знамено було вручено болгарським повстанцям недалеко від міста Плоєшті 18 травня 1877 року. Делегацію із Самари представляли Юхим Кожевніков і Петро Алабін.
Прапор було передано Знаменній роті болгарських повстанців — 3-й роті з 3-ї дружини. Вони боролися з ним у битві за Стара-Загору й Нова-Загору, за Шипку та Шейново.
Спочатку знамено зберігалося в Радомирі, де не стало його останнього прапороносця Павла Корчева. 1881 року його перевезли до Царського палацу в Софії (нині — Національна художня галерея), де воно зберігалося до 1946 року. Зараз відоме Самарське знамено перебуває в Національному музеї воєнної історії Болгарії в окремому приміщенні в особливих умовах та під посиленою охороною.
Самарське знамено — єдине полотнище, нагороджене орденом «За хоробрість» Республіки Болгарія, який згодом було поміщено в багато прикрашений наконечник флагштоку.
Сучасний прапор Самарської області, затверджений 1998 року, бере за основу саме Самарське знамено.

## Копії знамена

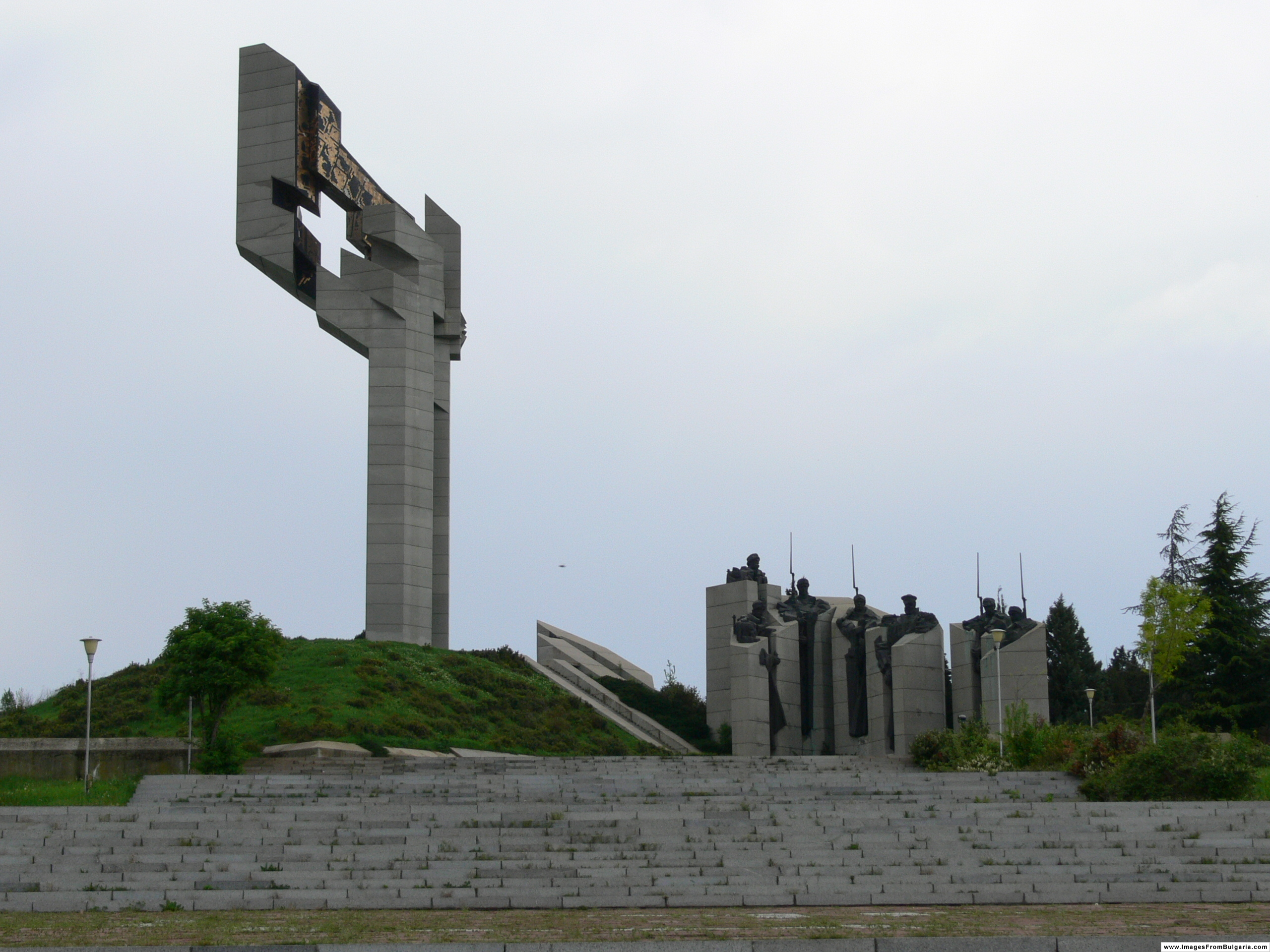
Меморіал на честь Самарського знамена
в місті Стара-Загора

Перші копії знамена було виготовлено 1958 року; одну з них передали Центральному військовому музею СРСР. Ще два полотна виготовили пізніше: перше — 1978 року в майстерні Михайла Малетського, а друге 2006 року вишили послушниці Монастиря Покрови Святої Богородиці для Національного музею воєнної історії Болгарії.
11 серпня 2008 року депутат Народних зборів Болгарії Євгеній Жеков і віце-мер міста Стара-Загора Марія Дінева привезли до Самарської області копію Самарського знамена, яку виготовив один із найвідоміших болгарських художників Дімо Генов. Болгарська делегація передала стяг Іверському монастирю.